# Acanthocoleus aberrans
Acanthocoleus aberrans är en bladmossart som först beskrevs av Lindenb. et Gottsche, och fick sitt nu gällande namn av Robert C. Kruijt. Acanthocoleus aberrans ingår i släktet Acanthocoleus och familjen Lejeuneaceae. Inga underarter finns listade i Catalogue of Life.